# Víctor Enrique Beaugé
Víctor Enrique Beaugé (* 21. September 1936 in Esperanza; † 11. Januar 2022 in Santa Fe) war ein argentinischer Diplomat.

## Leben
Víctor Beaugé war der Sohn von Isabel Heer y Pedro Beaugé. Er studierte Licenciado en la Facultad de Ciencias Políticas y Diplomáticas an der Escuela Argentina de Washington.
Von 1963 bis 1973 war er als Gesandtschaftssekretär am Konsulat in Baltimore beschäftigt. Von 1983 bis 1987 war er Geschäftsträger beim UN-Hauptquartier. Víctor Enrique Beaugé wurde am 19. September 1986 zum Botschafter befördert. Er wurde 2006 in den Ruhestand versetzt.
Von 1990 bis 1993 war er Botschafter in Neu-Delhi. Von 1996 bis August 1997 leitete er das Consejo Argentino para las Relaciones Internacionales. Von August 1997 bis 2006 war er Botschafter in Dublin, Irland.